# Rolv Ryssdal

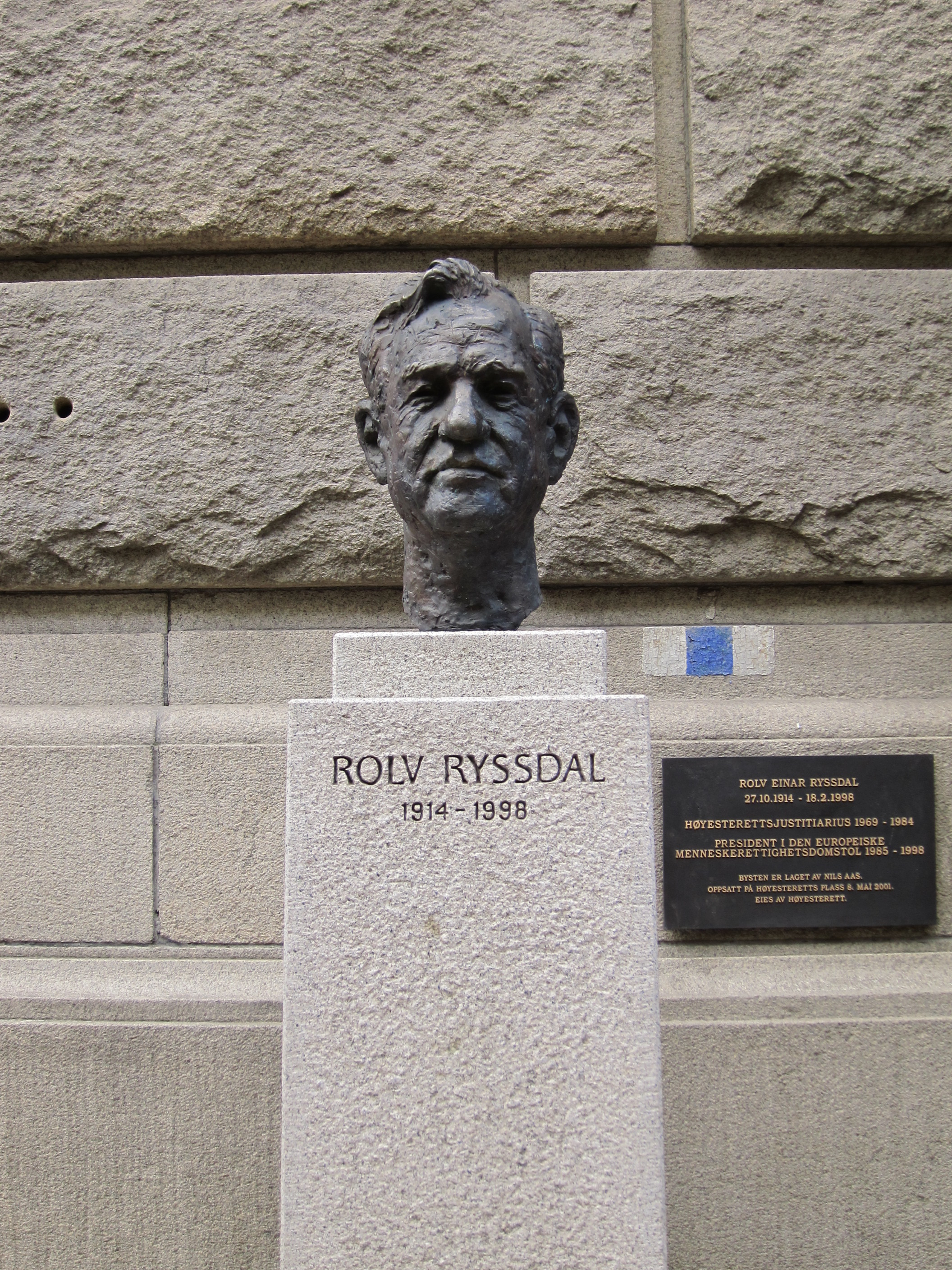
Büste von Rolv Ryssdal

Rolv Einar Rasmussen Ryssdal (* 27. Oktober 1914 in Laksevåg bei Bergen; † 18. Februar 1998 in Sofienlund auf der Insel Tromøy) war ein norwegischer Jurist.

## Leben
Der Sohn eines Fabrikbesitzers schloss 1939 sein rechtswissenschaftliches Studium an der Universität Oslo mit dem Grad cand.jur ab. Nach einer einjährigen Tätigkeit als Assistenzanwalt in Oslo übernahm er 1940 den Richterposten am für die Bezirke Eiker, Modum und Sigdal zuständigen Gericht erster Instanz. Danach diente er von 1941 bis 1943 als Berater in der Rechtsabteilung des Haushaltsministeriums.  Während des Zweiten Weltkrieges arbeitete er mit dem Widerstand gegen die deutschen Besatzer zusammen, was im Dezember 1943 zu seiner Verhaftung führte. Nach der Befreiung Norwegens durch die Alliierten wurde er aus der Haft entlassen. 
Zwischen 1945 und 1948 übte er das Amt des Staatsanwalts aus, von 1948 bis 1950 war er als Ankläger am Obersten Gerichtshof Norwegens für Fälle des Hochverrats zuständig. An diesem Gerichtshof wurde Ryssdal 1948 auch als Rechtsanwalt zugelassen, weswegen er bis 1956 als freiberuflicher Anwalt in Oslo praktizierte. Außerdem führte ihn ein Forschungsstipendium 1947 wieder an seine Alma Mater in Oslo zurück. Dieses schloss er 1952 ab. Im Jahre 1956 ging er als Generalsekretär ins Ministerium für Justiz und Polizei. Von 1964 bis 1984 war er als Richter am Obersten Gerichtshof Norwegens tätig, ab 1969 als dessen Präsident.
Ryssdal war Mitglied zahlreicher Gremien. 1949 wurde er in ein Komitee berufen, das Vorschläge für eine Reform des norwegischen Strafrechts erarbeiten sollte. Ab 1965 hatte er dessen Vorsitz inne, erst 1981 verließ er den Ausschuss. 
1973 wurde er als norwegischer Vertreter in den Europäischen Gerichtshof für Menschenrechte gewählt. Dort stieg er 1981 zum Vizepräsidenten auf, 1985 ernannte man ihn zum Präsidenten des Gerichtshofes. Während seiner Amtszeit stieg die Zahl der eingehenden Beschwerden deutlich, wodurch auch der Einfluss des EGMR zunahm. Das Inkrafttreten des 11. Zusatzprotokolls zur Europäischen Menschenrechtskonvention und die damit einhergehende Umwandlung des EGMR in ein ständiges Gericht erlebte er nicht mehr: Er starb acht Monate vor dem Ende seiner Amtszeit im Februar 1998.
Er war mit der Politikerin und Juristin Signe Marie Stray Ryssdal verheiratet. 

## Auszeichnungen
- Ehrendoktor der rechtswissenschaftlichen Fakultät der Universität Urbino
- Sankt-Olav-Orden, Stufe „Großkreuz“ (1984)